# Echinococcus
Echinococcus (česky také měchožil nebo tasemnice) je rod drobných tasemnic z čeledi Taeniidae s typickým dvojhostitelským cyklem. Definitivním hostitelem tasemnic rodu Echinococcus jsou šelmy (psovití, méně kočkovití) a mezihostitelem zpravidla sudokopytníci, hlodavci a lichokopytníci. Nejvýznamnějšími druhy jsou E. granulosus a E. multilocularis, jimiž se může nakazit i člověk jako náhodný mezihostitel. Tyto druhy způsobují závažné onemocnění echinokokóza.  Dospělci echinokoka se lokalizují v tenkém střevě definitivního hostitele (např. pes) a infekce je bez příznaků. Naopak u mezihostitele (včetně člověka) se larvání stádia (cysty) nacházejí v orgánech (játra, plíce, mozek), mohou dorůstat značných rozměrů a infekce, zejména u lidí, zpravidla končí fatálně.

## Morfologie
Oproti jiným zástupcům čeledi Taeniidae se tasemnice rodu Echinococcus liší zejména ve velikosti dospělců, počtu článků a morfologii larválních stádií. Celková délka dospělce je pouze několik milimetrů (2–10 mm). Tělo dospělce echinokoka se skládá ze skolexu (hlavička) a zpravidla jen 3–4 segmentů (proglotidů). Skolex je vybaven 4 přísavkami a jednou řadou háčků sloužící k přichycení ke sliznici ve střevě.

#### Česky
- ECHINOKOKOVÉ INFEKCE Archivováno 27. 5. 2015 na Wayback Machine.

#### Anglicky
- WHO Echinococcus
- PubMed Taxonomy browser Echinococcus - genus